# Baldomera Larra

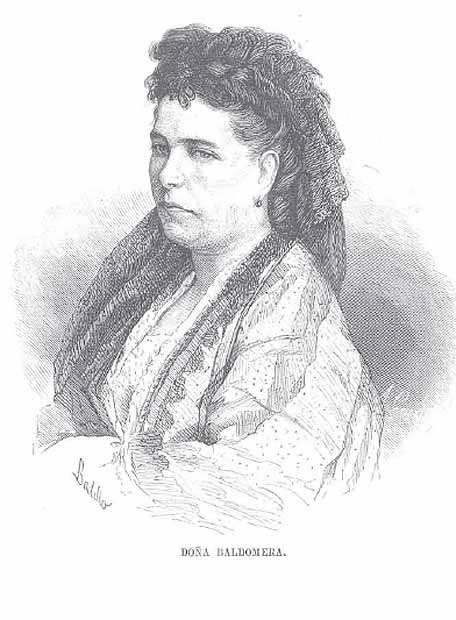
Baldomera Larra Wetoret

Baldomera Larra Wetoret (ur. w 1835 r. w Madrycie, zm. pod koniec XIX lub na początku XX wieku) – autorka pierwszego znanego oszustwa opartego na piramidzie finansowej, córka pisarza hiszpańskiego Mariana José de Larry.

## Trudności życiowe
Mariano José de Larra ożenił się z Józefą Wetoret 13 sierpnia 1829 roku. Małżeństwo okazało się niepowodzeniem i małżonkowie w parę lat później rozeszli się. Mieli troje dzieci. Pierwszym był syn, Luís Mariano de Larra, znany librecista zarzuel, m.in. El barberillo Lavapiés (Cyruliczek Myjstópka). Dwoje pozostałych to Adela i Baldomera, które w chwili samobójczej śmierci Larry w 1837 roku miały odpowiednio pięć i cztery lata.
Baldomera wyszła za mąż za Carlosa Montemar y Moraleda, lekarza ówczesnego domu królewskiego. Jej siostra Adela była z kolei kochanką króla Amadeusza Sabaudzkiego. Wraz ze wstąpieniem na tron Alfonsa XII mąż Baldomery, będący francuskim kolaborantem, musiał uciekać z Hiszpanii i pozostawił żonę z dziećmi w trudnej sytuacji. Baldomera była zmuszona zaciągnąć pożyczki, od których płaciła bardzo wysoki procent. I to prawdopodobnie stało się źródłem pomysłu na otwarcie przedsiębiorstwa zajmującego się obrotem długami. Aby takie przedsiębiorstwo uruchomić, Larra zaczęła robić sobie wstępną reklamę przez zaciąganie krótkoterminowych pożyczek, które spłacała we właściwym terminie wraz z obiecanymi bardzo wysokimi odsetkami (na pokrycie odsetek wykorzystywała resztki swojego majątku). Głośno mówiono o kobiecie, od której pożyczyła uncję złota zobowiązując się ją zwrócić w ciągu tygodnia wraz z drugą uncją jako procentem. I zobowiązania dotrzymała.

## Pionierka piramid finansowych
Sława tej wręcz cudownie rozmnażającej złote uncje dłużniczki szybko obiegła Madryt i zaczęła przyciągać coraz więcej klientów. To z kolei pomogło jej otworzyć kasę lokacyjną, przed którą ustawiały się długie kolejki. Działała całkiem jawnie i wypłacała miesięczne odsetki w wysokości 30 procent z pieniędzy, które dostawała od nowych klientów lokujących u niej swoje oszczędności. Obliczono, że w ten sposób zainkasowała 22 miliony reali. Juan Eduardo Zuñiga szacuje liczbę oszukanych osób na pięć tysięcy. Sława Baldomery Larry przekroczyła granice Hiszpanii; pisano o niej w paryskim Le Figaro i brukselskiej L’Indépendance Belge.

## Ucieczka i zatrzymanie
Doñę Baldomerę, którą na początku niektórzy wdzięczni pożyczkobiorcy nazwali „matką ubogich”, znano bardziej pod przezwiskiem La Patillas (Pani z bokobrodami) z powodu loków, które z jej fryzury spływały w dół przed uszami. Kiedy pytano ją, na czym polega jej przynosząca takie zyski działalność, odpowiadała: „To proste jak jajko Kolumba”. A kiedy znowu pytano, jakie gwarancje daje Kasa Lokacyjna na wypadek bankructwa, odpowiadała: „Gwarancje? Sposób jest jeden: rzucić się z wiaduktu.”.
Do bankructwa doszło w grudniu 1876 roku i wtedy Larra zniknęła zabierając tyle gotówki, ile zdołała. W dwa lata później ustalono, że mieszka w miejscowości Auteuil we Francji. Władze hiszpańskie wystąpiły o jej zatrzymanie i ekstradycję. Po powrocie oszustki do Hiszpanii odbył się sąd. Broniąc się, argumentowała, że wyjechała, bo prasa rozpowszechniała tendencyjne artykuły przeciwko niej, co było powodem takiego spadku wpływów do kasy, że nie można już było pokryć wydatków.
Została skazana na sześć lat więzienia, a o wyroku poinformowały dzienniki El Imparcial i La Época z 26 maja 1879 roku. Jej współpracownicy zostali uniewinnieni. W niedługi czas później ją samą też uwolniono dzięki szerokiej kampanii zbierania podpisów, które złożyło wielu ludzi od najuboższych do arystokratów. O osiągniętej przez nią popularności świadczą dwie piosenki pochodzące z tamtych czasów El gran camelo (Wielki kant) i Doña Baldomera.
Co do jej losów po opuszczeniu więzienia jest kilka wersji; jedna mówi, że zamieszkała ze swoim bratem Luisem Marianem, inna, że wyemigrowała z mężem na Kubę, a jeszcze inna, że wyjechała do Buenos Aires i tam żyła do śmierci.